# 中条右近太夫
中条 右近太夫（ちゅうじょう うこんだゆう、不詳 - 1626年2月19日〈旧暦寛永3年1月23日〉）は、日本の農家。「条」は「條」の新字体のため、生前は中條 右近太夫と表記された。

## 概要
江戸時代初期の遠江国の農家。水不足に悩む故郷のために農業用水の築造を思い立ち、精神病患者に扮して役人たちの目を欺きながら、密かに測量を進めていった。その後、用水築造の許可を求めて幕府に直訴した。用水の建設そのものは幕府に認められたが、自身は越訴の罪を問われて処刑された。

## 来歴

### 生い立ち
江戸時代初期、右近太夫は遠江国城東郡嶺田村で農業を営んでいた。城東郡と佐野郡はのちに合併して小笠郡と呼ばれるようになるが、この小笠地域一帯では江戸時代以前は盛んに開墾が行われてきた。その結果、この地域では耕地面積は大きく拡大したものの、水の確保が大きな課題となっていた。城東郡には菊川など幾つかの川が存在するが、それらは大規模な洪水は発生しない代わりに、水量も少なかった。井戸を掘っても鉄分を多く含んだ水が出るため、生活用水の確保にも支障をきたすほどであった。城東郡に所在する嶺田村も、かねてより水源が不足していた。農地を灌水するのも困難なほどであり、村民は常に日照りを心配していた。村民の苦境を救いたいと考えた右近太夫は、隣村の奈良渕から用水を引くことを思い立った。

### 測量の実施
用水を築造するためには測量が必要となるが、当時は隣村にみだりに出入りすることは禁じられていた。そこで、右近太夫は家族を離縁し、自身が罪に問われても家族に累が及ばないよう配慮した。そのうえで、発狂したふりをして、木によじ登ったり他人の住居の床下を這い回るなど、奇行に及んでいると見せかけて測量を進めていった。

### 幕府への直訴
こうして測量を進め建設計画を具体化した右近太夫は、用水築造の許可を得ようと決意する。しかし、横須賀城の城主に繰り返し何度も願い出ても、全く相手にしてもらえなかった。そのため、右近太夫は幕府に直接願い出るしかないと思うようになる。当時、領主の頭越しに幕府に直接願い出ることは、越訴として禁じられていた。しかし、右近太夫は罪に問われることを覚悟のうえで、幕府に直訴した。右近太夫の訴えは徳川家康所縁の地に関わるものであったため、幕府はこの建設計画を認めることとした。ただし、越訴の罪を問われ、1626年2月19日（寛永3年1月23日）に右近太夫は処刑された。

### 処刑後
その後、右近太夫の遺志を受け継ぎ、1678年（延宝6年）頃に嶺田用水が完成した。この嶺田用水は数百年近く経過した現在でも使用されており、昭和50年代にも整備が行われている。また、江戸時代の小笠地域においては、嶺田村以外の村々においても、農業用のため池が築造されるなどさまざまな工夫が凝らされていた。しかし、小笠地域一帯の田畑に対して、必要な水を完全に供給するのは難しかった。最終的に、昭和に入って大井川用水が築造されるに至り、この小笠地域一帯の水の需要はようやく充足するに至った。

## 顕彰
水不足が軽減された嶺田村は、やがて豊かな穀倉地帯となっていった。嶺田村の村民たちは、身命を賭して村を救った右近太夫を義民として称えた。右近太夫は井之宮神社の祭神として祀られることになり、周辺住民から「井宮様」として信仰されるようになった。嶺田村をはじめとする小笠地域一帯が、いかに水の確保に心血を注いできたかを偲ばせる逸話である。井之宮神社の境内には、嶺田用水と井之宮神社の由来について記された表示板が設置されている。
身命を賭して村を救った右近太夫は、やがて郷土の偉人と看做されるようになり、静岡県では学校教育の場にて取り上げられることも多い。静岡県科学協会の書籍では、山葉寅楠や豐田佐吉らと並んで右近太夫も「郷土の科学者」の一人として取り上げられている。また、松下伊兵衞により戯曲「中條右近太夫」も作成されている。

## 影響
JR東海中央新幹線建設に伴う大井川の水量減少が政治問題化した際には、右近太夫の故事を引き合いにして論じられることも多かった。たとえば、嶺田村は幾度かの合併を経て小笠郡小笠町となったが、その町長を務めた黒田淳之助は、小笠地域一帯の水不足について回顧する際に右近太夫の業績に言及している。黒田は、嶺田用水に身命を賭した右近太夫や新たな用水構想に挑んだ山崎千三郎らの事績を紹介するとともに、大井川用水のはたらきに言及したうえで「先人が大変な思いをして引いた水があったからこそ、生活や産業が発展した」と称賛している。そのうえで黒田は、小笠地域一帯の住民気質について「水が減ることは住民にとって生きるか死ぬかの問題」であり「水に苦労した歴史を知れば、なぜ流域住民がこれほど水に敏感なのかが分かる」と述べている。

### 註釈
1. ↑  静岡県城東郡は、佐野郡と合併し、1896年に小笠郡が設置された。
2. ↑  1607年、鷹狩に興じた徳川家康は、遠江国城東郡嶺田村に立ち寄った。水不足に苦しむ村の惨状を目にした家康は、用水の築造を命じた。しかし、家康は1616年に死去したため、用水築造は何も進展しないまま立ち消えとなっていた。

## 関連書籍
- 『黎明期に於ける郷土の科学者』静岡県科学協会、1944年。全国書誌番号:77018903
- 堀内永人著『家康と凧狂いの右近——遠州菊川の義人中条右近太夫物語』史乗会、2012年。ISBN 978-4-7838-9814-6